# Cari Shayne
Cari Shayne (* 8. September 1972 in Sellersville, Tennessee) ist eine US-amerikanische Schauspielerin.

## Leben
Shayne ist bekannt für ihre Fernsehserienrollen Karen Wexler in General Hospital (1992–1995), Nina DiMayo in Party of Five (1994–1995) und Lauren Durning in Beverly Hills, 90210 (1999).
Des Weiteren spielte sie unter anderem in den Filmen Naomi & Wynonna: Love Can Build a Bridge (1995), Kansas – Weites Land (1996), Das Geheimnis der Lady Adelon (1997), Der falsche Weg zum Glück (1997) und Harvest Moon – Vollmond im September (2002) mit.
Von 1997 bis 1999 führte sie eine Ehe mit dem Produzenten und Schauspieler David Dean. Seit 2002 ist sie mit dem Schauspieler Zeus Mendoza verheiratet.

## Filmografie
- 1991: Almost There! (Fernsehserie)
- 1992: Der letzte Komödiant – Mr. Saturday Night (Mr. Saturday Night)
- 1992–1995: General Hospital (Fernsehserie)
- 1994–1995: Party of Five (Fernsehserie, 9 Folgen)
- 1995: Naomi & Wynonna: Love Can Build a Bridge (Fernsehfilm)
- 1996: The Lazarus Man (Fernsehserie, eine Folge)
- 1996: Mord ist ihr Hobby (Murder, She Wrote, Fernsehserie, eine Folge)
- 1996: Kansas – Weites Land (Shaughnessy, Fernsehfilm)
- 1996: Kirk (Fernsehserie, 2 Folgen)
- 1997: Star Trek: Raumschiff Voyager (Star Trek: Voyager, Fernsehserie, eine Folge)
- 1997: Das Geheimnis der Lady Adelon (The Inheritance, Fernsehfilm)
- 1997: Der falsche Weg zum Glück (The Price of Heaven, Fernsehfilm)
- 1997: Allein gegen die Zukunft (Early Edition, Fernsehserie, eine Folge)
- 1998: Love Boat – Auf zu neuen Ufern (Love Boat: The Next Wave, Fernsehserie, eine Folge)
- 1998: Bedrohliche Begierde (Exposé)
- 1999: Forbidden Island (Fernsehserie, Pilotfilm)
- 1999: Beverly Hills, 90210 (Fernsehserie, 5 Folgen)
- 2001: Jack the Dog
- 2002: Flatland (Fernsehserie, eine Folge)
- 2002: Lady Cops – Knallhart weiblich (The Division, Fernsehserie, eine Folge)
- 2002: Harvest Moon – Vollmond im September (Dancing at the Harvest Moon, Fernsehfilm)
- 2003: American Dreams (Fernsehserie, eine Folge)
- 2006: Cold Case – Kein Opfer ist je vergessen (Cold Case, Fernsehserie, eine Folge)
- 2008: Criminal Minds (Fernsehserie, eine Folge)
- 2019–2022: The Bay (Fernsehserie, 13 Folgen)
- 2021: This Is Us – Das ist Leben (This Is Us, Fernsehserie, eine Folge)